# WWE Originals
WWE Originals é um álbum de trilha sonora lançado em 13 de janeiro de 2004 pela companhia de wrestling WWE. Cada canção gravada está como tema de entrada do respectivo lutador, sendo que elas foram gravadas com o gênero musical de cada um. Todas as faixas foram produzidas por Jim Johnston. Este foi o primeiro álbum lançado pela WWE Records, uma joint venture da Columbia e da Sony.

## Lista de músicas
1. Stone Cold Steve Austin part. Jim Johnston - "Where's The Beer?"
2. Dudley Boyz - "We've Had Enough"
3. Trish Stratus - "I Just Want You"
4. Rey Mysterio - "Crossing Borders"
5. Stone Cold Steve Austin - "Did You Feel It?"
6. Booker T - "Can You Dig It?"
7. Kurt Angle - "I Don't Suck (Really)"
8. Lita - "When I Get You Alone"
9. Stone Cold Steve Austin - "You Changed The Lyrics"
10. Lilian García - "You Just Don't Know Me At All"
11. Eddie & Chavo Guerrero - "We Lie, We Cheat, We Steal"
12. Chris Jericho - "Don't You Wish You Were Me?"
13. Stone Cold Steve Austin - "Drink Your Beer"
14. Rikishi - "Put A Little Ass on It"
15. Stacy Keibler - "Why Can't We Just Dance?"
16. John Cena - "Basic Thugonomics"
17. Stone Cold Steve Austin - "Don't That Taste Good?"